# Flagelliphantes
Flagelliphantes Tanasevič & Saaristo, 1996 è un genere di ragni appartenente alla famiglia Linyphiidae.

## Distribuzione
Le tre specie oggi note di questo genere sono state rinvenute nella regione paleartica: la specie dall'areale più vasto è la F. bergstromi, rinvenuta in diverse località dell'intera regione.

## Tassonomia
Per la determinazione delle caratteristiche della specie tipo sono tenute in considerazione le analisi sugli esemplari di Lepthyphantes flagellifer Tanasevič, 1988.
Dal 1996 non sono stati esaminati esemplari di questo genere.
A dicembre 2012, si compone di tre specie:
- Flagelliphantes bergstromi (Schenkel, 1931) — Regione paleartica
- Flagelliphantes flagellifer (Tanasevič, 1988)[3] — Russia
- Flagelliphantes sterneri (Eskov & Marusik, 1994) — Russia